# 모코이아섬

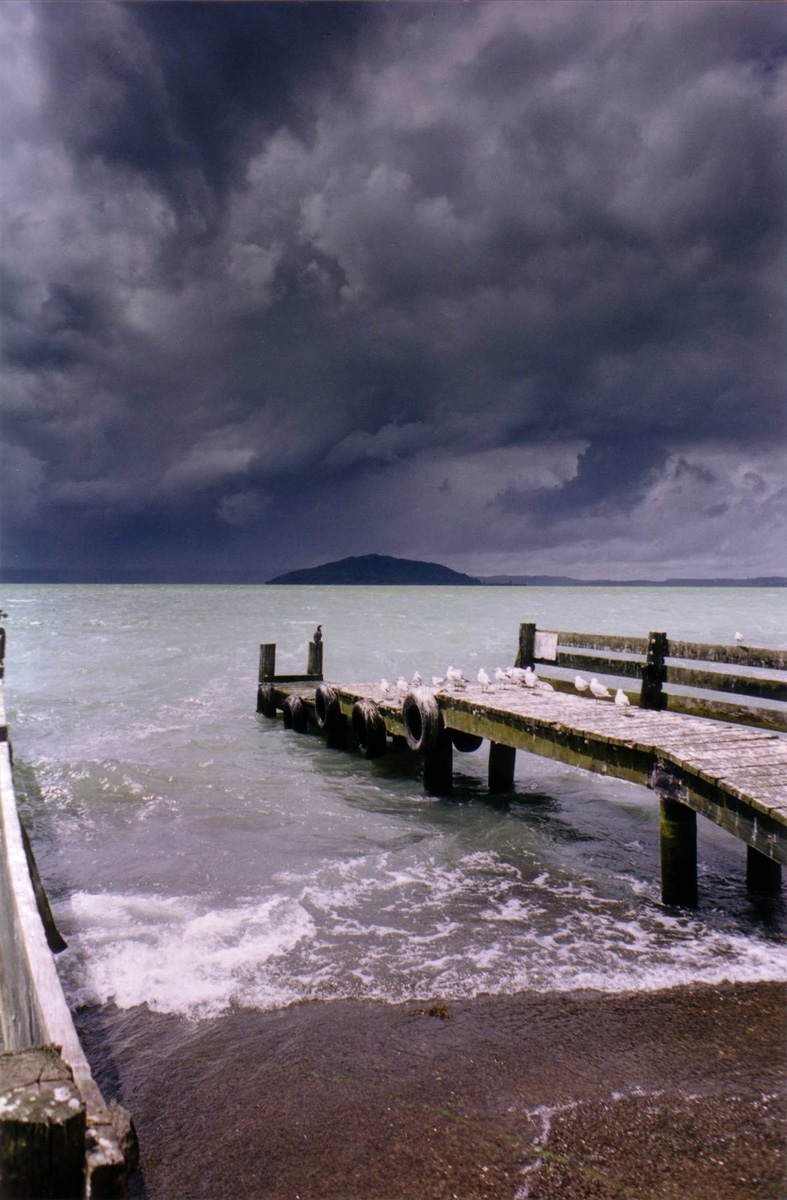
멀리 보이는 모코이아 섬

모코이아섬(영어: Mokoia Island)은 뉴질랜드에 있는 로토루아 호수에 위치한다. 섬의 면적은 1.35 km2이다. 섬은 호수 표면위에 180m까지 융기한, 유문암 종상화산 (lava dome)이다. 로토루아 칼데라가 형성된 뒤 폭발하면서, 서로 다른 마그마 소스가 분출되었다. 섬의 물가는 현지에서 와이키미히아로 알려진, 히네모아 웅덩이를 형성하는 뜨거운 온천물이 나오는 지열 온천을 가지고 있다.
모코이아 섬은 마오리족 사람들이 개인적으로 소유하면서, 뉴질랜드 환경보존국과 협력하며 운영 중이다. 섬은 여러 새가 살고 있으며 관광의 목적으로 만 접근 가능하다. 코카코, 키위, 멸종 위기의 새들백 (saddleback)을 포함하는 몇 가지 희귀한 종들의 서식지이다.
섬은 또한 마오리 타이아하 무예인 마우 라카우 (Mau rākau)의 훈련 장소이다.

## 전설

### 히네모아와 투타네카이
섬은 마오리족 테 아라와 사람들(이위)에게 신성한 곳이며, 마오리판 〈로미오와 줄리엣〉의 이야기지만, 비극이 아니라 희극으로 끝난다. 고대 그리스 신화 〈헤로와 레안드로스〉와 필적할만하지만, 더 행복한 결말을 가진 히네모아와 투타네카이라는 뉴질랜드의 가장 유명한 전설의 장소 중 하나이다.
전설에 따르면, 두 애인은 결혼이 금지된 상태였으며, 그 호수가 출신의 족장, 히네모아의 아버지 우쿠카리아는 그녀가 섬에 있는 투타네카이를 만나지 않도록 카누를 타고 여행가는 것을 금지하는 명령을 내렸다. 히네모아는 호수에서 섬까지 가로질러 3.2Km를 수영하기로 결심했으며 투타네카이의 플루트 연주하는 소리를 길잡이로 삼았다. 뜨기 위해 그녀는 그녀의 몸을 표주박으로 둘러싸고 섬까지 수영했었다..

### 포카레카레 아나
포카레카레 아나는 바로 이들의 사랑 이야기를 바탕으로 만들어진 마오리족의 전통 민요이다.